# جامعه‌شناسی خرد
جامعه‌شناسی خرد (به انگلیسی: Microsociology) از جمله شاخه‌های اصلی جامعه‌شناسی می‌باشد  که به بررسی ماهیت تعاملات اجتماعی بشر در مقیاس خرد می‌پردازد. ارتباط تنگاتنگ با فلسفه پدیدارشناسی و کاربرد روش‌های تحلیلی و تفسیری به جای استناد به مشاهدات تجربی و آماری، شاخصه مهم این شاخه از جامعه‌شناسی می‌باشد . ژان پل سارتر، یورگن هابرماس و پیر بوردیو از جمله نظریه پردازان برجسته در این زمینه می‌باشند. 